# 四川大熊猫栖息地
30°50′N 103°00′E / 30.833°N 103.000°E
四川大熊貓棲息地－臥龙、四姑娘山和夹金山脉位於中國四川省境內，成都平原与川西高原之间，包括邛崃山脉之中的7处自然保护区和9处风景名胜区。总面积9245平方公里，地跨成都市、雅安市、阿坝藏族羌族自治州、甘孜藏族自治州四个地级行政区的12个县或县级市。四川大熊猫栖息地拥有丰富的植被种类，環境與第三紀的熱帶雨林相似，是世界上除热带雨林以外植物种类最丰富的地区之一。同时，这里也是全球最大最完整的大熊猫栖息地，全球30%以上的野生大熊猫栖息于此。另外，這裏亦是小熊貓、川金丝猴、雪豹及雲豹等其它瀕危物種的重要栖息地。四川大熊猫栖息地于2006年7月12日登录成为世界自然遗产。

## 组成
四川大熊猫栖息地由中国四川省境内的7处自然保护区和9处风景名胜区组成，地跨成都市所辖都江堰市、崇州市、邛崃市、大邑县，雅安市所辖芦山县、天全县、宝兴县，阿坝藏族羌族自治州所辖汶川县、小金县、理县，甘孜藏族自治州所辖康定县等12个县或县级市。
- 自然保护区（共7处）
  - 卧龙國家級自然保护区：位于汶川县境内，成立于1963年，主要保护大熊猫及森林生态系统
  - 蜂桶寨國家級自然保护区：位于宝兴县境内，成立于1975年，主要保护大熊猫及森林生态系统
  - 小金四姑娘山國家級自然保护区：位于小金县境内，成立于1996年，主要保护野生动物及高山生态系统
  - 喇叭河省級自然保护区：位于天全县境内，成立于1963年，主要保护大熊猫、羚牛等珍稀动物[2]
  - 黑水河省級自然保护区：位于芦山县和大邑县境内，成立于1993年，主要保护大熊猫及森林生态系统
  - 金汤—孔玉省級自然保护区：位于康定县境内，成立于1995年，主要保护珍稀动物及生态环境
  - 草坡省級自然保护区：位于汶川县境内，成立于2000年，主要保护大熊猫及生态环境

- 风景名胜区（共9处）
  - 青城山—都江堰國家級风景名胜区：位于都江堰市境内，成立于1982年
  - 天台山國家級风景名胜区：位于邛崃市境内，成立于1989年
  - 四姑娘山國家級风景名胜区：位于小金县境内，成立于1994年
  - 西岭雪山國家級风景名胜区：位于大邑县境内，成立于1994年
  - 鸡冠山—九龙沟省級风景名胜区：位于崇州市境内，成立于1986年
  - 夹金山省級风景名胜区：位于宝兴县境内，成立于1995年
  - 米亚罗省級风景名胜区：位于理县境内，成立于1995年
  - 灵鹫山—大雪峰省級风景名胜区：位于芦山县境内，成立于1999年
  - 二郎山省級风景名胜区：位于天全县境内，成立于2000年

## 图片

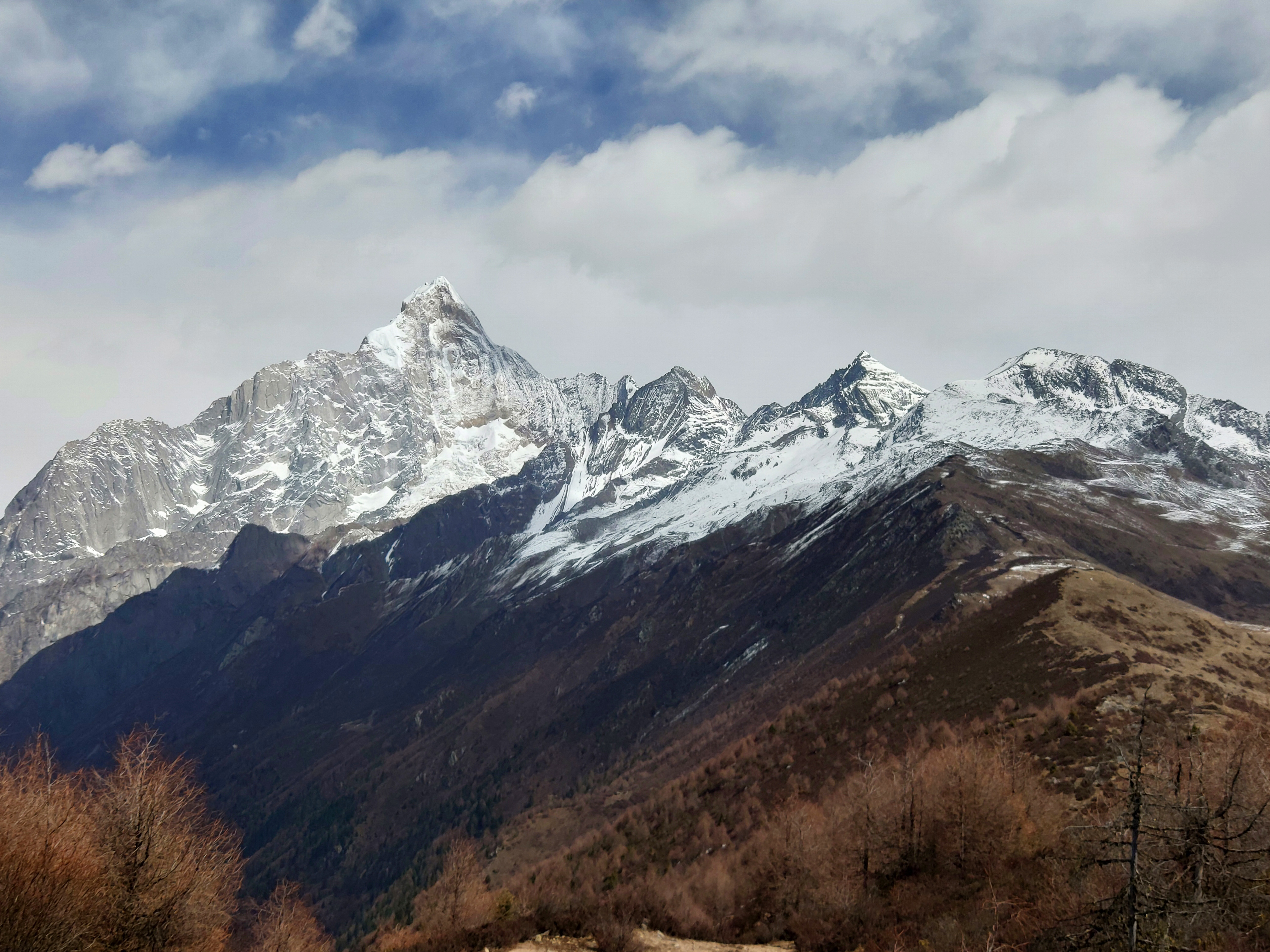
四姑娘山
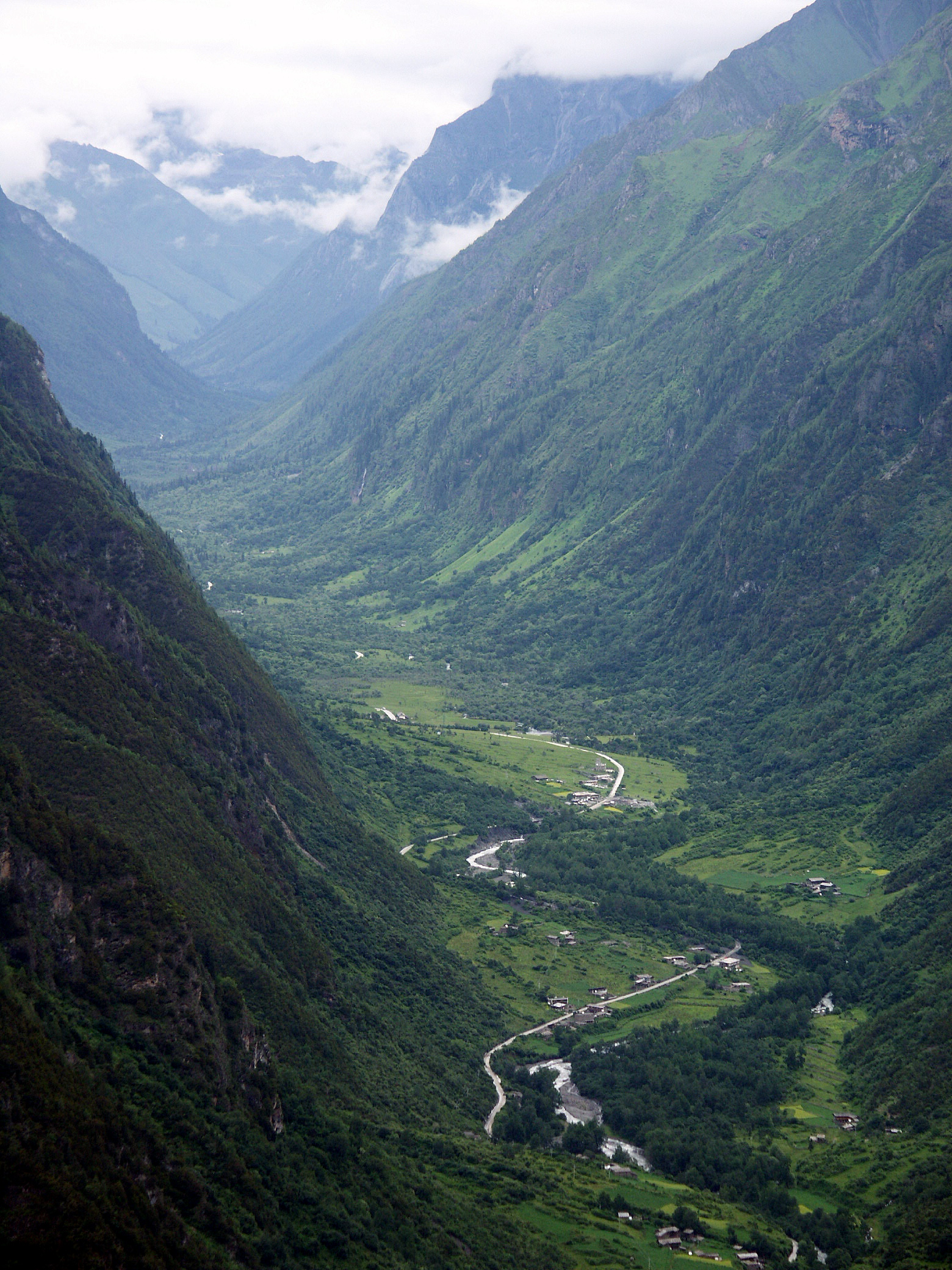
四姑娘山（双桥沟）
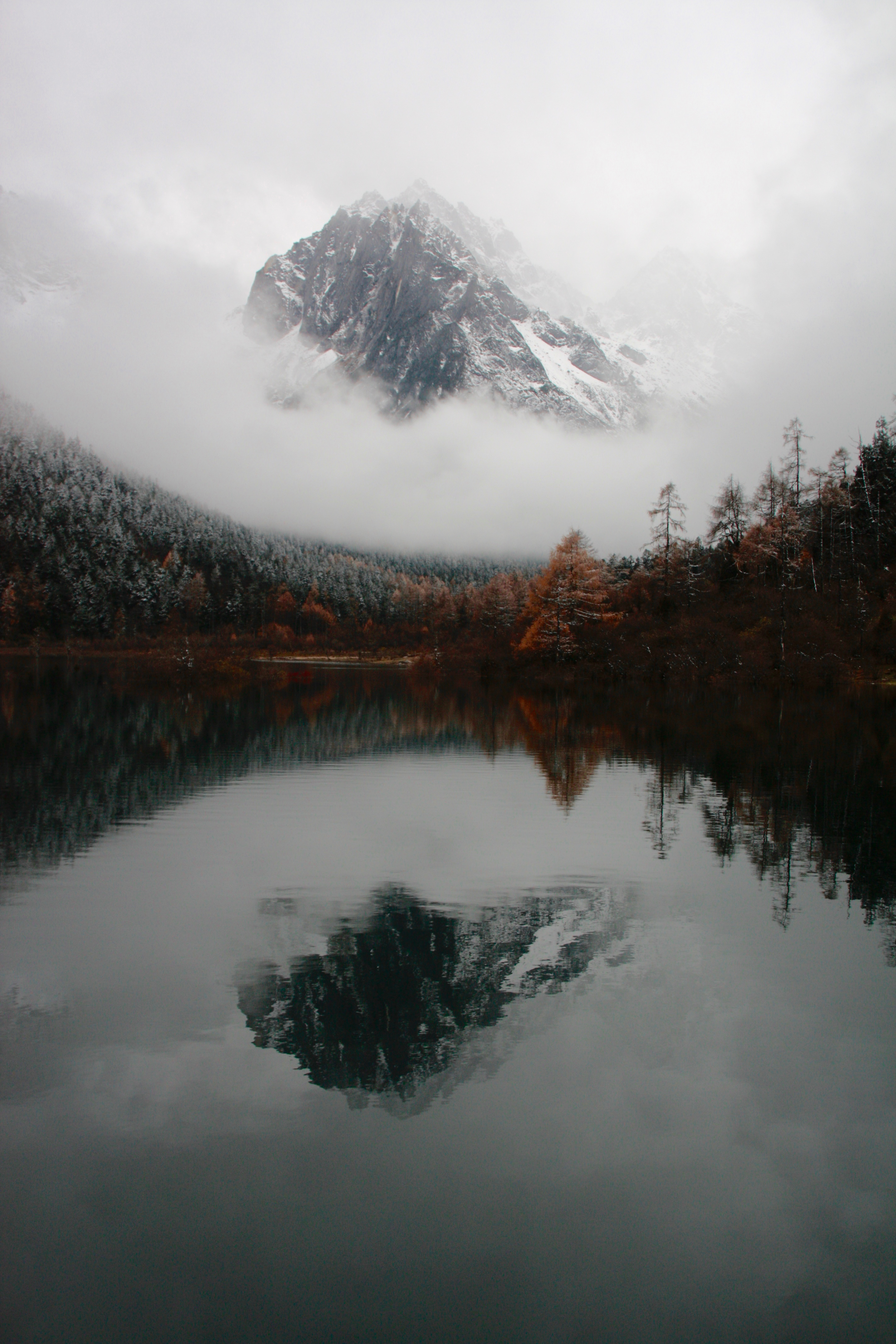
米亚罗（毕棚沟）
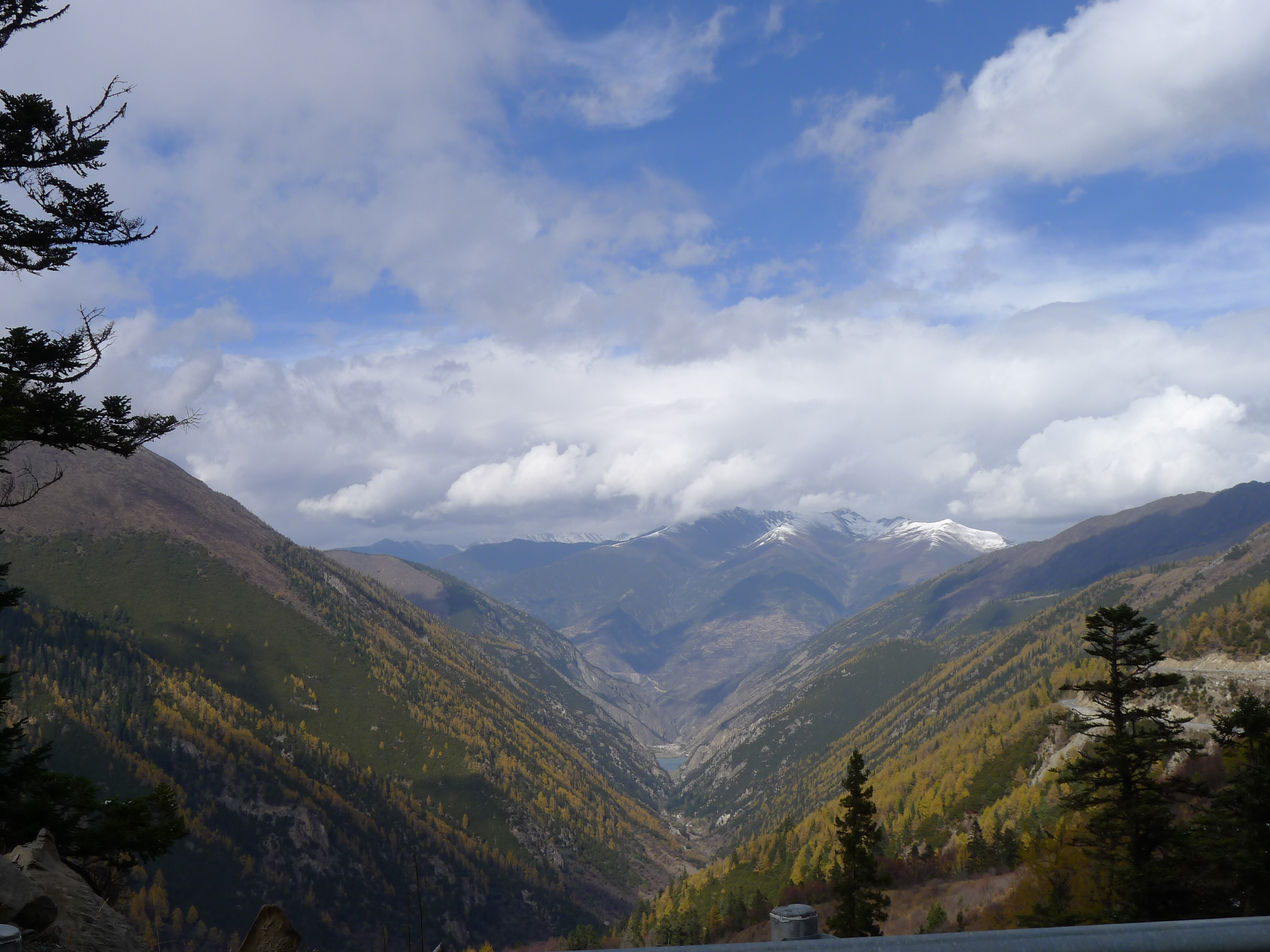
夹金山
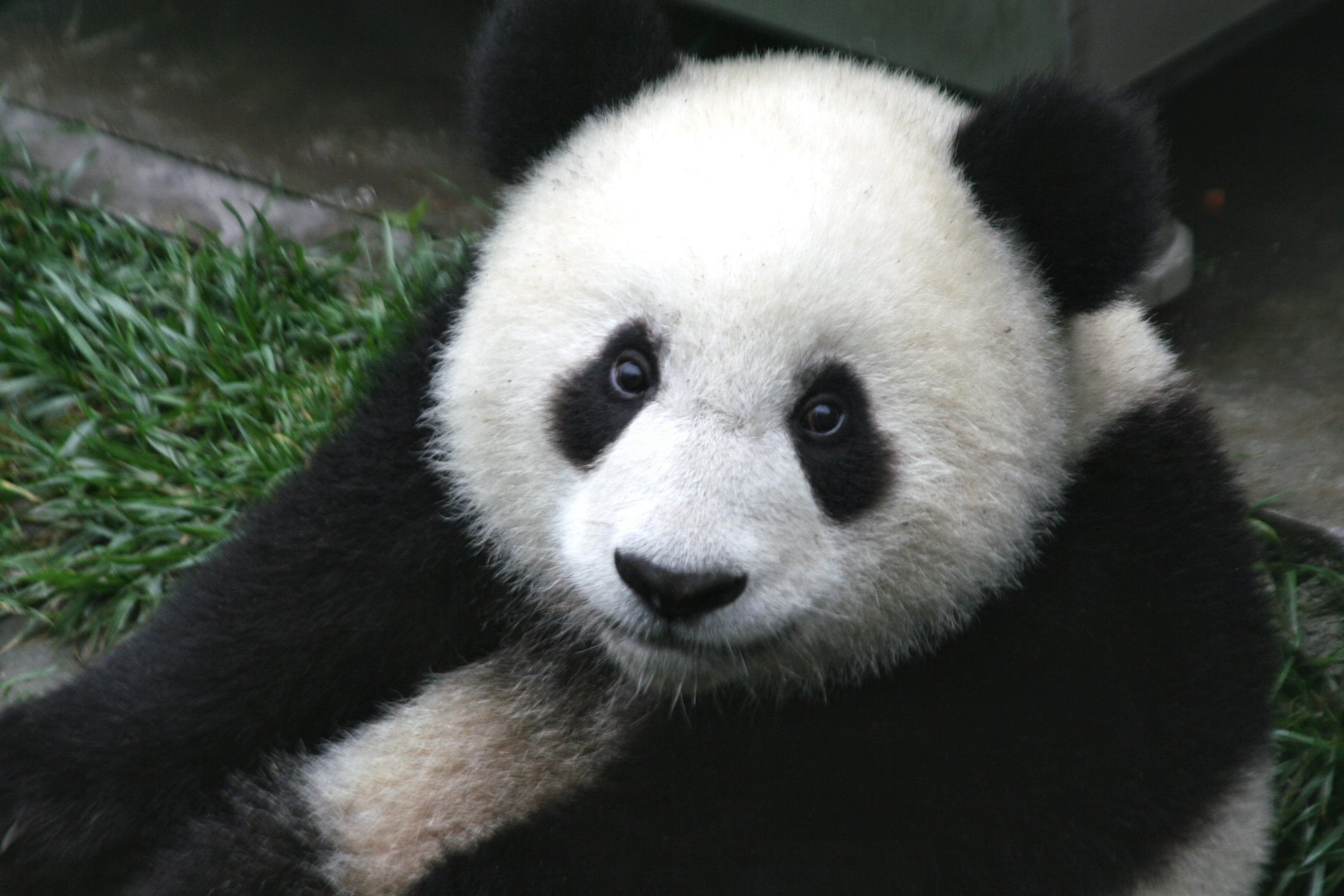
卧龙
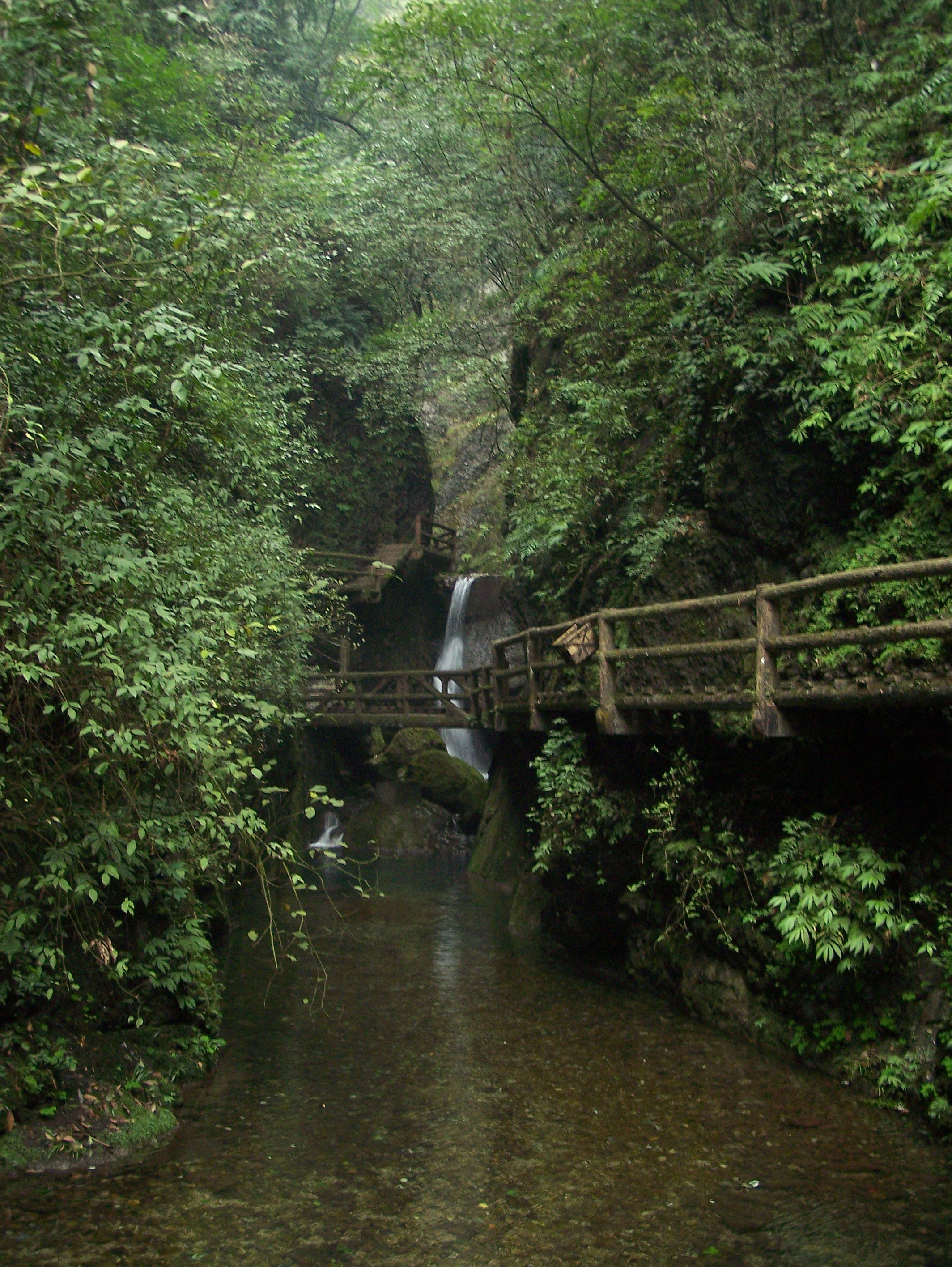
青城山